# クル (シュメール神話)
クル（Kur）とは、シュメール神話における怪物である。本来は「山」という意味であり、神話の中では神々に敵対する怪物として擬人化されることがある。
クルは、冥界では、ギリシア神話でいうステュクス川とほぼ同義の冥界の河を見張るともいう。この場合、「クル」とは大地の甘い水の下に位置する、 乾燥した塵だらけの土地「帰還する事のない土地」の意であり、そのため冥界のことをシュメール語で「クル・ヌ・ギ・ア」と呼ぶ。この冥界を支配するのはエレシュキガルである。ただし「Ki-gal」（偉大なる大地）、「Kur-gal」（偉大なる山）は「Kur」とほぼ同一の言葉・意味であり、エレシュキガル(Eresh-ki-gal)にも繋がる言葉でもある。このクルは、原初の海「アプスー」と大地「マ」の空虚な空間に位置づけられる。
冒頭に述べたとおり、楔形文字「KUR」は「山」を意味するが、場合によっては、王国の名称の前に置かれるのに応じて「陸」（または「土地」）という意味にもなった。
高名なシュメール学者のサミュエル・ノア・クレイマーは、クルはドラゴンの姿をしていると主張したが、後に否定されている。